# گاردنیا (سرده)
گاردنیا (نام علمی: Gardenia) نام یک سرده از تیره روناسیان و بومی مناطق گرمسیری و نیمه‌گرمسیری آفریقا، آسیا، ماداگاسکار و جزایر پاسیفیک است.
این سرده توسط کارل لینه و جان الیس به افتخار الکساندر گاردن (۱۷۳۰–۱۷۹۱) طبیعی‌دان آمریکایی متولد اسکاتلند نامگذاری شده است.

## نگارخانه

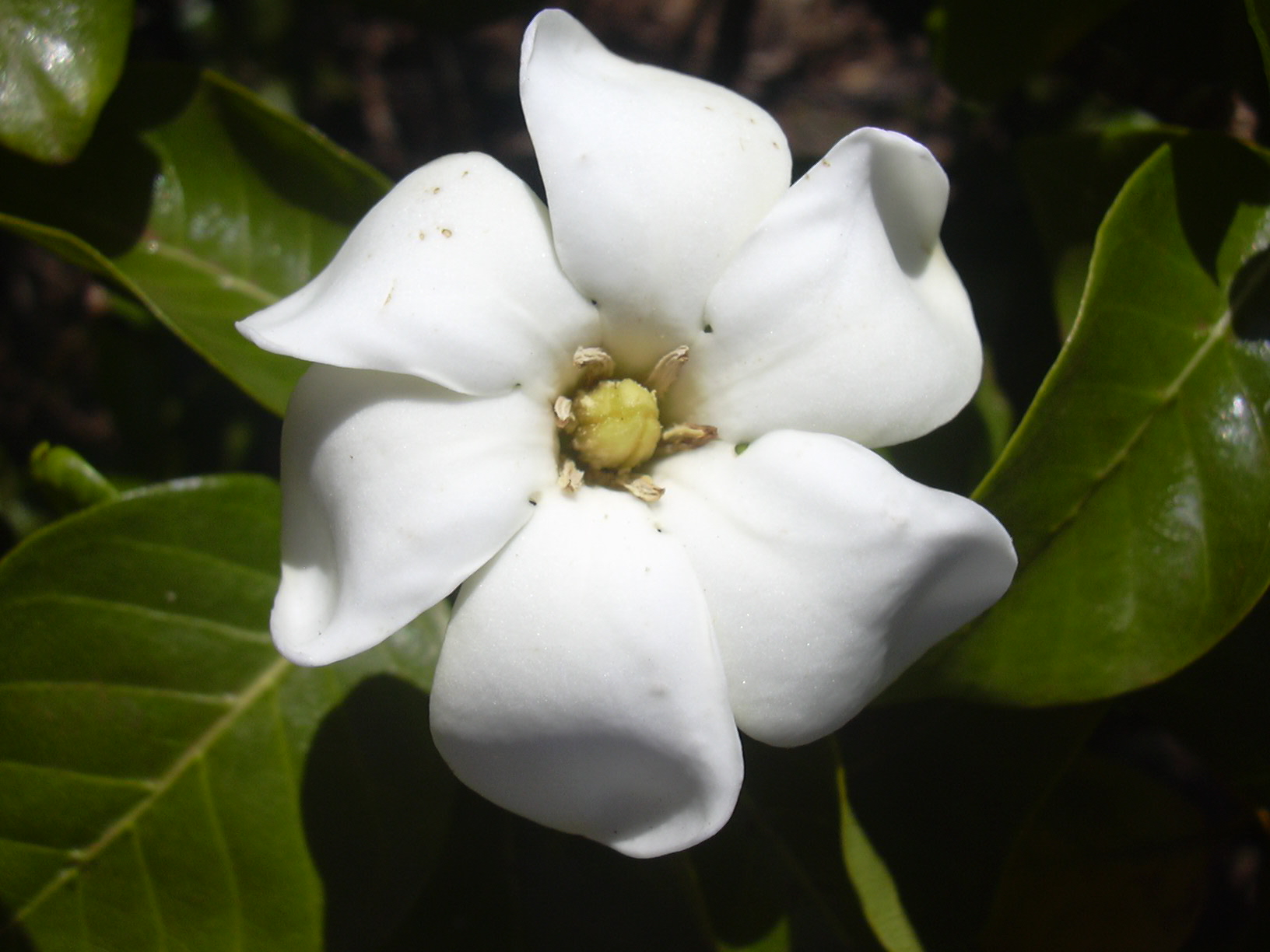
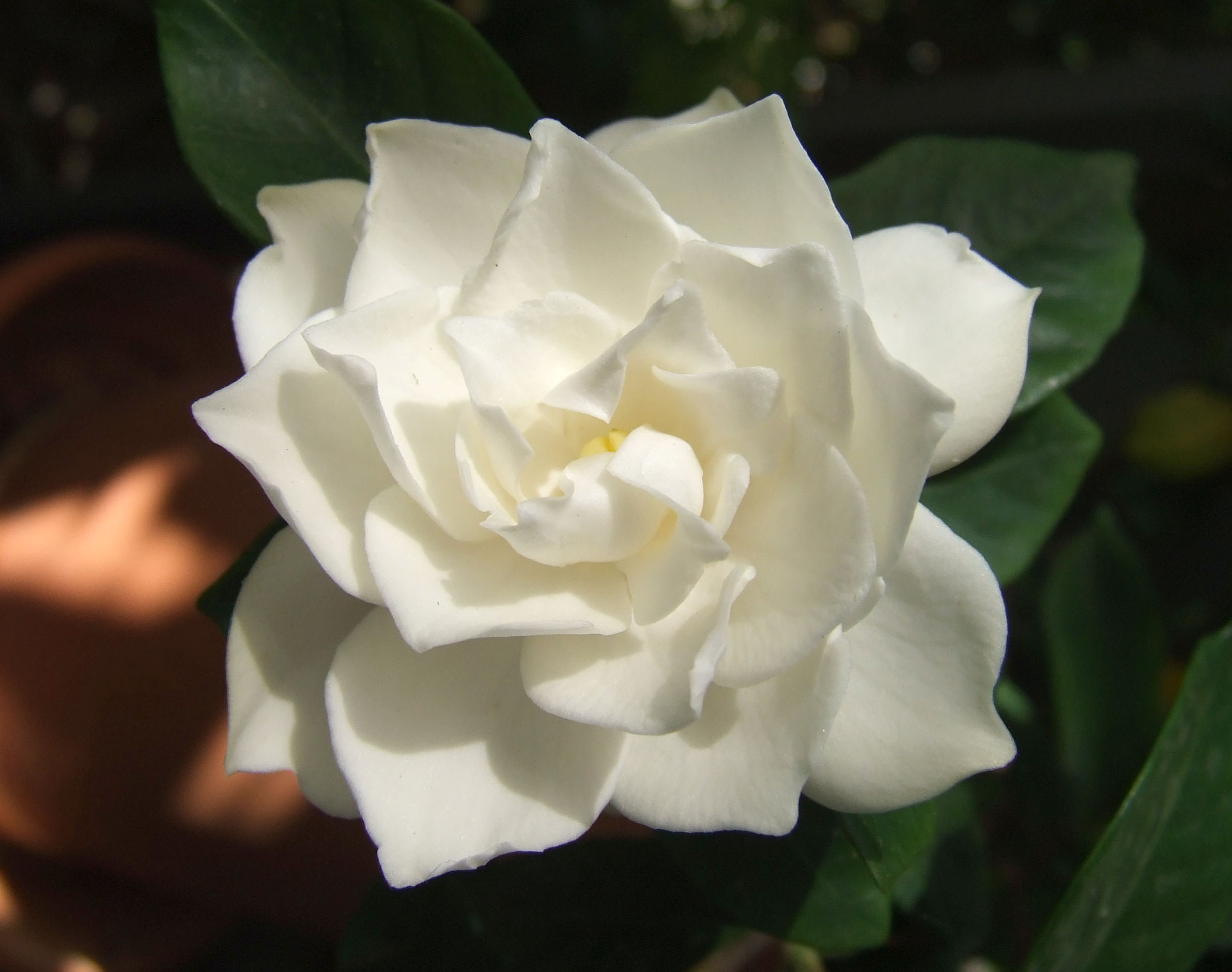
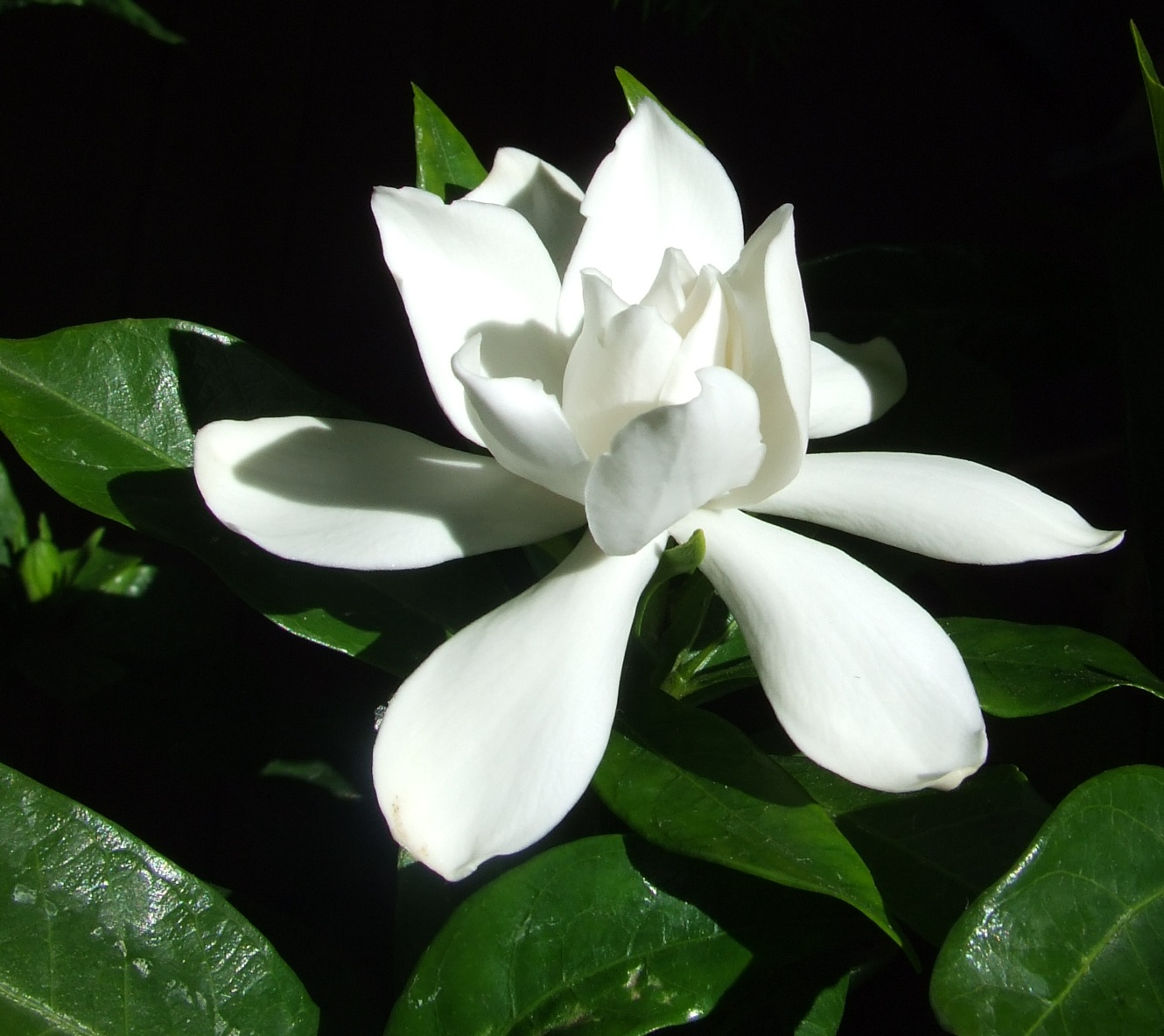
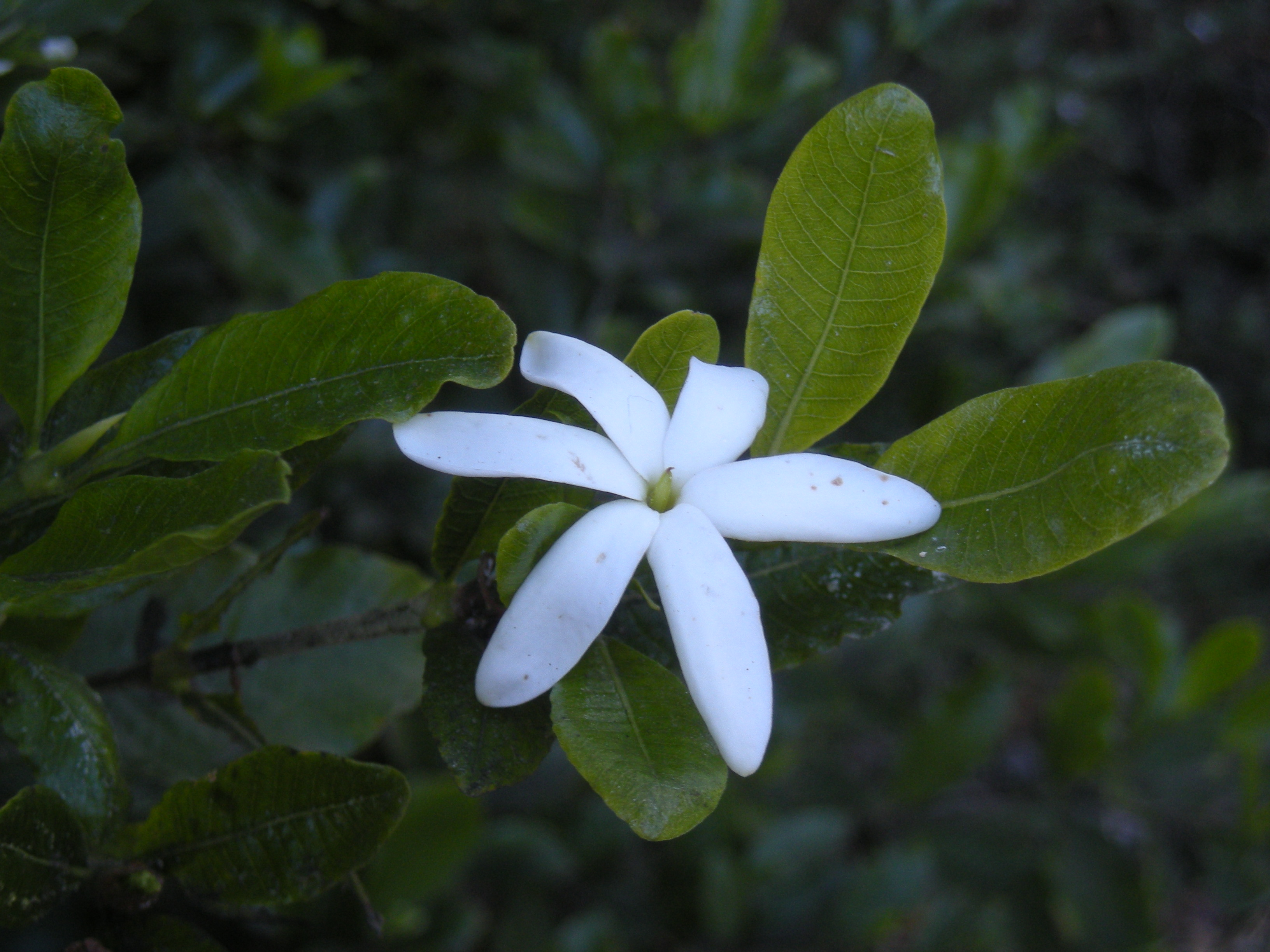
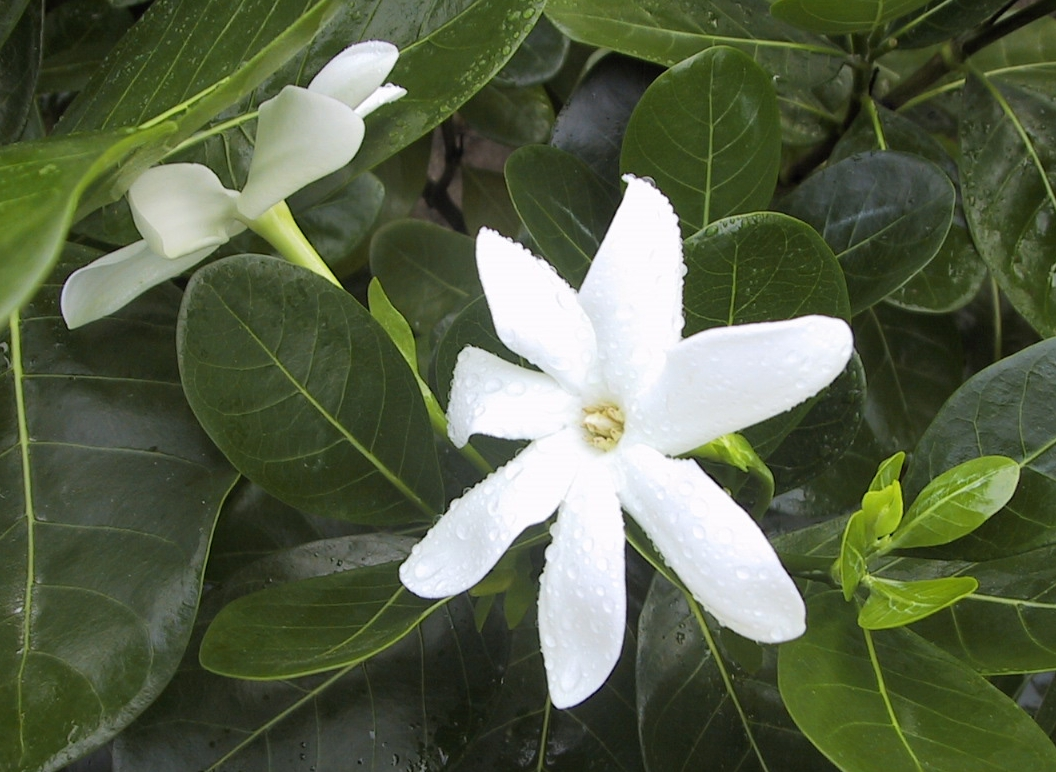
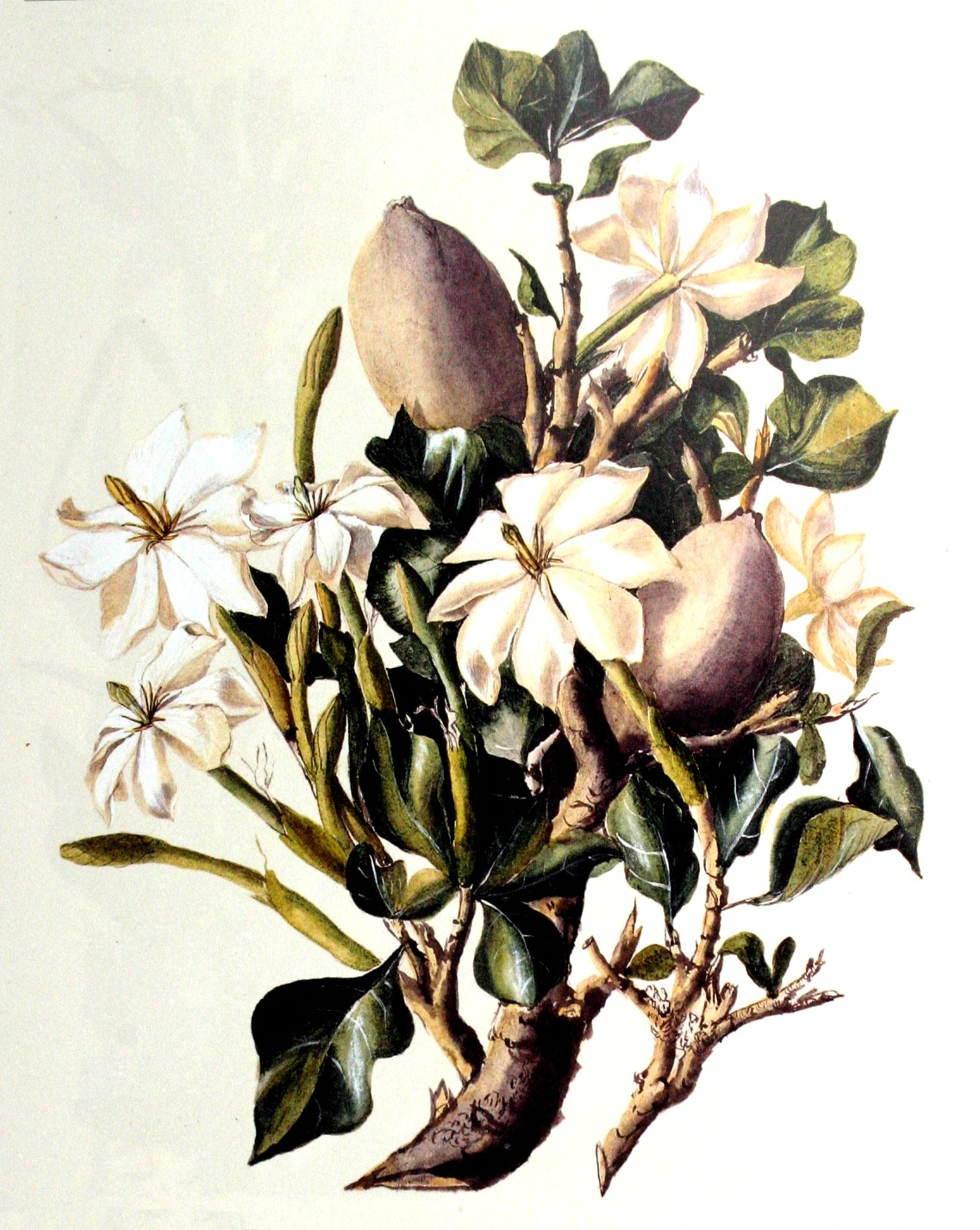
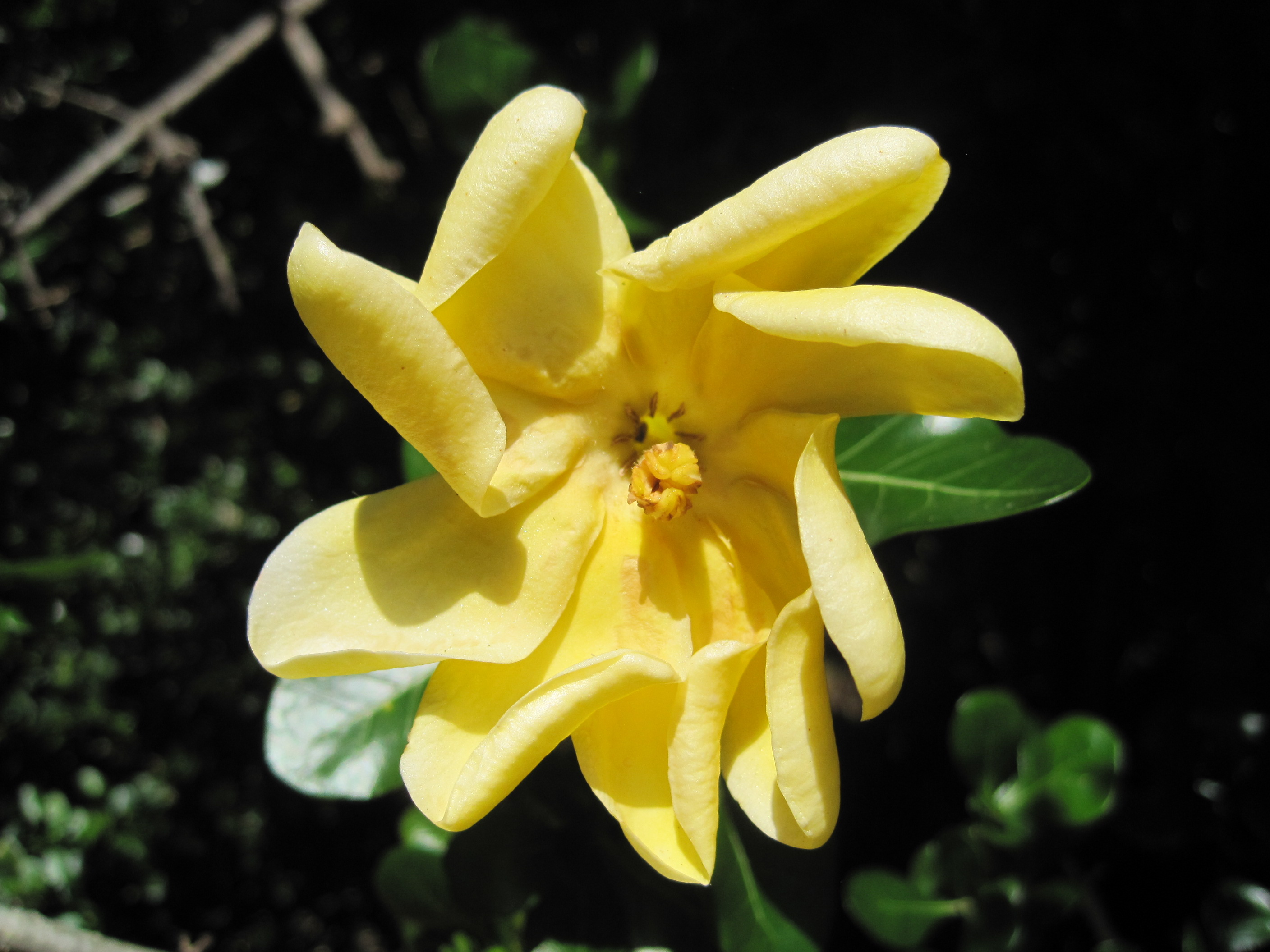
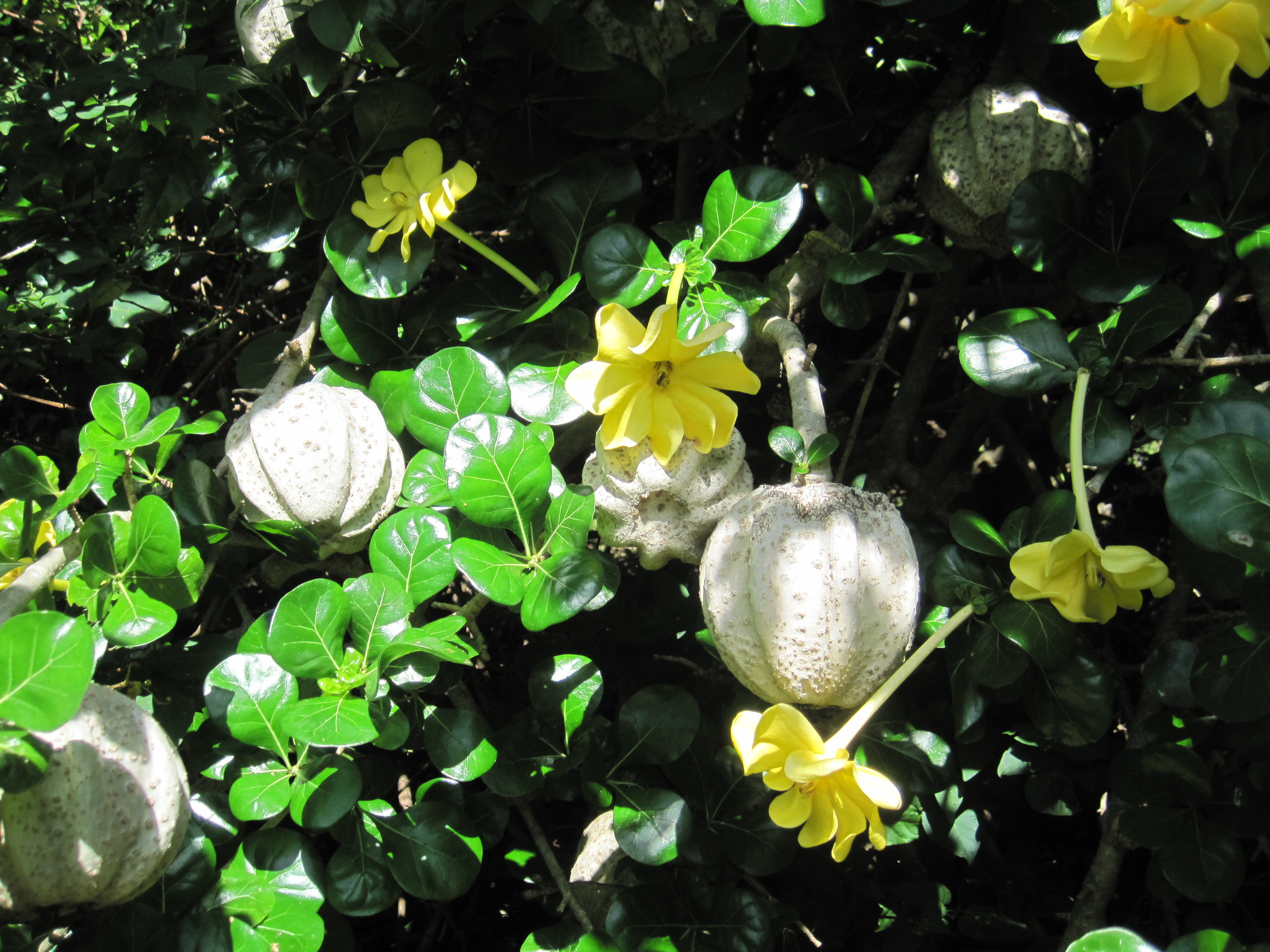